# (326290) Akhénaton
Pour les articles homonymes, voir Akhenaton (homonymie).
Ne doit pas être confondu avec (4415) Echnaton.
(326290) Akhénaton est un astéroïde Aton classé comme potentiellement dangereux qui a été découvert par Roy A. Tucker le 21 avril 1998.

## Nom
Il a été nommé d'après Akhénaton.

## Compléments